# Arachnanthus sarsi
Arachnanthus sarsi is een Cerianthariasoort uit de familie van de Arachnactidae. De wetenschappelijke naam van de soort is voor het eerst geldig gepubliceerd in 1912 door Carlgren. Deze soort wordt gevonden in de Noord-Atlantische Oceaan in subtidal zand of modderig zand op een diepte van 15-130 meter.

## Beschrijving
Dit is een grote zeeanemoon, met een diameter van maximaal 20 cm wanneer deze volledig is uitgevouwen met een hoogte van een vergelijkbare lengte. Er zijn twee kransen van tentakels, de buitenste ring van ongeveer dertig stuks is lang en slank, terwijl de binnenste ring, bestaande uit een soortgelijk aantal, kort is en naar boven uitsteekt, naar binnen draaiend bij de punt om een kegel te vormen. Het is dit kenmerk dat deze soort zich onderscheidt van de anders vergelijkbare viltkokeranemoon (Cerianthus lloydii). De tentakels zijn onduidelijk gestreept. Het leeft in zacht zand, modderig zand, modder of grind, met zijn kolom verborgen in een perkamentachtige buis.

## Verspreiding
Deze soort werd beschreven vanuit de Trondheimfjord, Noorwegen. Het komt voor in de noordoostelijke Atlantische Oceaan voor Schotland en Ierland. In Noord-Ierland is het alleen bekend van de zuidelijke helft van Rathlin Island. Het lijkt zeldzaam te zijn in Noord-Ierland, maar dit kan zijn omdat het op zijn minst gedeeltelijk 's nachts is en mogelijk over het hoofd is gezien.